# Чемпіонат Європи з футболу 2020 (кваліфікаційний раунд, група I)
Жеребкування кваліфікаційного раунду Євро-2020 відбулося 2 грудня 2018 року в Дубліні. До групи I потрапили збірні Бельгії, Росії, Казахстану, Шотландії, Кіпру і Сан-Марино.

## Таблиця
| Поз | Команда    | І  | В  | Н | П  | ГЗ | ГП | РГ  | О  | Кваліфікація                       |     | Бельгія | Росія | Шотландія | Кіпр | Казахстан | Сан-Марино |
| --- | ---------- | -- | -- | - | -- | -- | -- | --- | -- | ---------------------------------- | --- | ------- | ----- | --------- | ---- | --------- | ---------- |
| 1   | Бельгія    | 10 | 10 | 0 | 0  | 40 | 3  | +37 | 30 | Кваліфікація до фінального турніру |     | —       | 3:1   | 3:0       | 6:1  | 3:0       | 9:0        |
| 2   | Росія      | 10 | 8  | 0 | 2  | 33 | 8  | +25 | 24 | Кваліфікація до фінального турніру |     | 1:4     | —     | 4:0       | 1:0  | 1:0       | 9:0        |
| 3   | Шотландія  | 10 | 5  | 0 | 5  | 16 | 19 | −3  | 15 |                                    |     | 0:4     | 1:2   | —         | 2:1  | 3:1       | 6:0        |
| 4   | Кіпр       | 10 | 3  | 1 | 6  | 15 | 20 | −5  | 10 |                                    | 0:2 | 0:5     | 1:2   | —         | 1:1  | 5:0       |            |
| 5   | Казахстан  | 10 | 3  | 1 | 6  | 13 | 17 | −4  | 10 |                                    | 0:2 | 0:4     | 3:0   | 1:2       | —    | 4:0       |            |
| 6   | Сан-Марино | 10 | 0  | 0 | 10 | 1  | 51 | −50 | 0  |                                    | 0:4 | 0:5     | 0:2   | 0:4       | 1:3  | —         |            |

1. 1 2  Очки в матчах між собою: Кіпр 4, Казахстан 1.

## Матчі
Час вказано за CET/CEST, відповідно до правил УЄФА.
| 21 березня 2019 16:00 (21:00 (UTC+6)) |

| Казахстан                                  | 3–0      | Шотландія |
| ------------------------------------------ | -------- | --------- |
| Перцух 6' Вороговський 10' Зайнутдінов 51' | Протокол |           |

| Астана Арена, Астана Глядачів: 27,641 Арбітр: Срджан Йованович |

| 21 березня 2019 18:00 (19:00 (UTC+2)) |

| Кіпр                                                            | 5–0      | Сан-Марино |
| --------------------------------------------------------------- | -------- | ---------- |
| Сотіріу 19' (пен.), 23' (пен.) Кусулос 26' Ефрем 31' Лаїфіс 56' | Протокол |            |

| ГСП, Нікосія Глядачів: 3,175 Арбітр: Юрі Фрішер |

| 21 березня 2019 20:45 |

| Бельгія                              | 3–1      | Росія       |
| ------------------------------------ | -------- | ----------- |
| Тілеманс 14' Е. Азар 45' (пен.), 88' | Протокол | Черишев 16' |

| ім. короля Бодуена, Брюссель Глядачів: 34,245 Арбітр: Овідіу Гацеган |

| 24 березня 2019 15:00 (20:00 (UTC+6)) |

| Казахстан | 0–4      | Росія                                            |
| --------- | -------- | ------------------------------------------------ |
|           | Протокол | Черишев 19', 45+2' Дзюба 52' Бейсебеков 62' (аг) |

| Астана Арена, Нур-Султан Глядачів: 29,582 Арбітр: Славко Винчич |

| 24 березня 2019 18:00 |

| Сан-Марино | 0–2      | Шотландія             |
| ---------- | -------- | --------------------- |
|            | Протокол | Маклін 4' Расселл 74' |

| Сан-Марино Стедіум, Серравалле Глядачів: 4,077 Арбітр: Мануель Шуттенгрубер |

| 24 березня 2019 20:45 (21:45 (UTC+2)) |

| Кіпр | 0–2      | Бельгія                 |
| ---- | -------- | ----------------------- |
|      | Протокол | Е. Азар 10' Батшуаї 18' |

| ГСП, Нікосія Глядачів: 8,728 Арбітр: Франсуа Летексьє |

| 8 червня 2019 18:00 (19:00 (UTC+3)) |

| Росія                                                                                         | 9–0      | Сан-Марино |
| --------------------------------------------------------------------------------------------- | -------- | ---------- |
| Чеволі 25' (аг) Дзюба 31' (пен.), 73', 76', 88' Кудряшов 36' Ан. Міранчук 41' Смолов 77', 83' | Протокол |            |

| Мордовія Арена, Саранськ Арбітр: Мохаммед Аль-Хакім |

| 8 червня 2019 20:45 |

| Бельгія                            | 3–0      | Казахстан |
| ---------------------------------- | -------- | --------- |
| Мертенс 11' Кастань 14' Лукаку 50' | Протокол |           |

| ім. короля Бодуена, Брюссель Арбітр: Ірфан Пелійто |

| 8 червня 2019 20:45 (19:45 (UTC+1)) |

| Шотландія              | 2–1      | Кіпр        |
| ---------------------- | -------- | ----------- |
| Робертсон 61' Берк 89' | Протокол | Кусулос 87' |

| Гемпден-Парк, Глазго Арбітр: Ола Гоббер Нільсен |

| 11 червня 2019 16:00 (20:00 (UTC+6)) |

| Казахстан                                      | 4–0      | Сан-Марино |
| ---------------------------------------------- | -------- | ---------- |
| Куат 45+1' Федін 62' Суюмбаєв 65' Ісламхан 79' | Протокол |            |

| Астана Арена, Нур-Султан Арбітр: Бартош Франковський |

| 11 червня 2019 20:45 |

| Бельгія                           | 3–0      | Шотландія |
| --------------------------------- | -------- | --------- |
| Лукаку 45+1', 57' Де Брейне 90+2' | Протокол |           |

| ім. короля Бодуена, Брюссель Арбітр: Петр Арделеану |

| 11 червня 2019 20:45 (21:45 (UTC+3)) |

| Росія     | 1–0      | Кіпр |
| --------- | -------- | ---- |
| Іонов 38' | Протокол |      |

| Нижній Новгород, Нижній Новгород Арбітр: Марко Ді Белло |

| 6 вересня 2019 18:00 (19:00 (UTC+3)) |

| Кіпр          | 1–1      | Казахстан   |
| ------------- | -------- | ----------- |
| - Сотіріу 39' | Протокол | - Щоткін 2' |

| ГСП, Нікосія Глядачів: 5,639 Арбітр: Маттіас Гестраніус |

| 6 вересня 2019 20:45 |

| Сан-Марино | 0–4      | Бельгія                                               |
| ---------- | -------- | ----------------------------------------------------- |
|            | Протокол | - Батшуаї 43' (пен.), 90+2' - Мертенс 57' - Шадлі 63' |

| Сан-Марино Стедіум, Серравалле Глядачів: 2,523 Арбітр: Гораціу Феснік |

| 6 вересня 2019 20:45 (19:45 (UTC+1)) |

| Шотландія     | 1–2      | Росія                            |
| ------------- | -------- | -------------------------------- |
| - Макгінн 11' | Протокол | - Дзюба 40' - О'Доннелл 59' (аг) |

| Гемпден-Парк, Глазго Глядачів: 32,432 Арбітр: Анастасіос Сідіропулос |

| 9 вересня 2019 20:45 |

| Росія           | 1–0      | Казахстан |
| --------------- | -------- | --------- |
| - Фернандес 89' | Протокол |           |

| Калінінград Арена, Калінінград Глядачів: 31,818 Арбітр: Никола Дабанович |

| 9 вересня 2019 20:45 |

| Сан-Марино | 0–4      | Кіпр                                            |
| ---------- | -------- | ----------------------------------------------- |
|            | Протокол | - Кусулос 2', 73' - Папуліс 39' - Артиматас 75' |

| Сан-Марино Стедіум, Серравалле Глядачів: 662 Арбітр: Айван Арвел Гріффіт |

| 9 вересня 2019 20:45 (19:45 (UTC+1)) |

| Шотландія | 0–4      | Бельгія                                                       |
| --------- | -------- | ------------------------------------------------------------- |
|           | Протокол | - Лукаку 9' - Вермален 24' - Алдервейрелд 32' - Де Брейне 82' |

| Гемпден-Парк, Глазго Глядачів: 25,524 Арбітр: Павел Гіль |

| 10 жовтня 2019 16:00 (20:00 (UTC+6)) |

| Казахстан     | 1–2      | Кіпр                          |
| ------------- | -------- | ----------------------------- |
| - Єрланов 34' | Протокол | - Сотіріу 73' - Н. Іоанну 84' |

| Астана Арена, Нур-Султан Глядачів: 11,769 Арбітр: Крейг Поусон |

| 10 жовтня 2019 20:45 |

| Бельгія | 9–0      | Сан-Марино |
| --- | -------- | ---------- |
| - Лукаку 28', 41' - Шадлі 31' - Броллі 35' (аг) - Алдервейрелд 43' - Тілеманс 45+1' - Бентеке 79' - Версхарен 84' (пен.) - Кастань 90' | Протокол |            |

| ім. короля Бодуена, Брюссель Глядачів: 34,504 Арбітр: Анастасіос Папапетру |

| 10 жовтня 2019 20:45 (21:45 (UTC+3)) |

| Росія                                       | 4–0      | Шотландія |
| ------------------------------------------- | -------- | --------- |
| - Дзюба 57', 70' - Оздоєв 60' - Головін 84' | Протокол |           |

| Лужники, Москва Глядачів: 65,703 Арбітр: Якоб Кехлет |

| 13 жовтня 2019 15:00 (19:00 (UTC+6)) |

| Казахстан | 0–2      | Бельгія                   |
| --------- | -------- | ------------------------- |
|           | Протокол | - Батшуаї 21' - Меньє 53' |

| Астана Арена, Нур-Султан Глядачів: 26,801 Арбітр: Гедимінас Мажейка |

| 13 жовтня 2019 18:00 (19:00 (UTC+3)) |

| Кіпр | 0–5      | Росія                                                      |
| ---- | -------- | ---------------------------------------------------------- |
|      | Протокол | - Черишев 9', 90+2' - Оздоєв 23' - Дзюба 79' - Головін 89' |

| ГСП, Нікосія Глядачів: 9,439 Арбітр: Срджан Йованович |

| 13 жовтня 2019 18:00 (17:00 (UTC+1)) |

| Шотландія                                                              | 6–0      | Сан-Марино |
| ---------------------------------------------------------------------- | -------- | ---------- |
| - Макгінн 12', 27', 45+1' - Шенкленд 65' - Фіндлей 67' - Армстронг 87' | Протокол |            |

| Гемпден-Парк, Глазго Глядачів: 20,699 Арбітр: Жером Брізар |

| 16 листопада 2019 15:00 (16:00 (UTC+2)) |

| Кіпр        | 1–2      | Шотландія                  |
| ----------- | -------- | -------------------------- |
| - Ефрем 47' | Протокол | - Крісті 12' - Макгінн 53' |

| ГСП, Нікосія Глядачів: 7,595 Арбітр: Гаральд Лехнер |

| 16 листопада 2019 18:00 (20:00 (UTC+3)) |

| Росія        | 1–4      | Бельгія                                       |
| ------------ | -------- | --------------------------------------------- |
| - Джикія 79' | Протокол | - Т. Азар 19' - Е. Азар 33', 40' - Лукаку 72' |

| Газпром-Арена, Санкт-Петербург Глядачів: 53,317 Арбітр: Артур Соареш Діаш |

| 16 листопада 2019 18:00 |

| Сан-Марино    | 1–3      | Казахстан                                    |
| ------------- | -------- | -------------------------------------------- |
| - Берарді 77' | Протокол | - Зайнутдінов 6' - Суюмбаєв 22' - Щоткін 26' |

| Сан-Марино Стедіум, Серравалле Глядачів: 643 Арбітр: Алі Палабийик |

| 19 листопада 2019 20:45 |

| Бельгія                                                                      | 6–1      | Кіпр            |
| ---------------------------------------------------------------------------- | -------- | --------------- |
| - Бентеке 16', 68' - Де Брейне 36', 41' - Карраско 44' - Крістофору 51' (аг) | Протокол | - Н. Іоанну 14' |

| ім. короля Бодуена, Брюссель Глядачів: 40,568 Арбітр: Йорген Бурхардт |

| 19 листопада 2019 20:45 |

| Сан-Марино | 0–5      | Росія                                                                   |
| ---------- | -------- | ----------------------------------------------------------------------- |
|            | Протокол | - Кузяєв 3' - Петров 19' - О. Міранчук 49' - Іонов 56' - Комліченко 78' |

| Сан-Марино Стедіум, Серравалле Глядачів: 1,604 Арбітр: Торвальдур Арнасон |

| 19 листопада 2019 20:45 (19:45 (UTC±0)) |

| Шотландія                          | 3–1      | Казахстан         |
| ---------------------------------- | -------- | ----------------- |
| - Макгінн 48', 90+1' - Нейсміт 64' | Протокол | - Зайнутдінов 34' |

| Гемпден-Парк, Глазго Глядачів: 19,515 Арбітр: Бас Нейгейс |

## Бомбардири
9 голів
- Артем Дзюба

7 голів
- Ромелу Лукаку
- Джон Макгінн

5 голів
- Еден Азар
- Денис Черишев

4 голи
- Міши Батшуаї
- Кевін Де Брейне
- Іоанніс Кусулос
- П'єрос Сотіріу

3 голи
- Крістіан Бентеке
- Бахтияр Зайнутдінов

2 голи
- Тобі Алдервейрелд
- Тімоті Кастань
- Дріс Мертенс
- Юрі Тілеманс
- Насер Шадлі
- Георгіос Ефрем
- Ніколас Іоанну
- Гафуржан Суюмбаєв
- Олексій Щоткін
- Олександр Головін
- Олексій Іонов
- Магомед Оздоєв
- Федір Смолов

1 гол
- Торган Азар
- Томас Вермален
- Ярі Версхарен
- Яннік Феррейра Карраско
- Тома Меньє
- Ян Вороговський
- Темірлан Єрланов
- Бауржан Ісламхан
- Ісламбек Куат
- Юрій Перцух
- Максим Федін
- Костакіс Артиматас
- Константінос Лаїфіс
- Фотіос Папуліс
- Георгій Джикія
- Микола Комліченко
- Федір Кудряшов
- Далер Кузяєв
- Антон Міранчук
- Олексій Міранчук
- Сергій Петров
- Маріо Фігейра Фернандес
- Філіппо Берарді
- Стюарт Армстронг
- Олівер Берк
- Раян Крісті
- Кенні Маклін
- Стівен Нейсміт
- Ендрю Робертсон
- Джонні Расселл
- Стюарт Фіндлей
- Лоуренс Шенкленд

1 автогол
- Абзал Бейсебеков (проти Росії)
- Кипрос Крістофору (проти Бельгії)
- Крістіан Броллі (проти Бельгії)
- Мікеле Чеволі (проти Росії)
- Стівен О'Доннелл (проти Росії)

## Нотатки
1. ↑  CET (UTC+1) для матчів в березні і листопаді 2019, а CEST (UTC+2) для решти матчів.